# Часовенская (Холмогорский район)
Часовенская — деревня в Холмогорском районе Архангельской области.

## География
Находится в центральной части Архангельской области на расстоянии приблизительно 43 км на юг по прямой от административного центра района села Холмогоры на левобережье реки Северная Двина.

## История
В 1859 году здесь (тогда деревня Холмогорского уезда Архангельской губернии) было учтено 10 дворов. До 2022 года входила в Ракульское сельское поселение до его упразднения.

## Население
Численность населения: 71 человек (1859 год), 64 (русские 100 %) в 2002 году, 55 в 2010.